# 449
449 (CDXLIX) je bilo navadno leto, ki se je po julijanskem koledarju začelo na soboto.

## Dogodki
- Juti, Angli in Sasi vdrejo v Britanijo.